# Distretto di Pomio
Il distretto di Pomio, in inglese Pomio District, è un distretto della Papua Nuova Guinea appartenente alla Provincia della Nuova Britannia Orientale. Ha una superficie di 11.071 km² e 62.000 abitanti (stima nel 2000)